# Französische Badminton-Hochschulmeisterschaft
Französische Badminton-Hochschulmeisterschaften werden seit 1989 ausgetragen. Als Vorgängerversion wurde 1988 vom Grenoble Université Club ein Critérium National Universitaire organisiert.

## Die Titelträger
| Saison    | Herreneinzel        | Dameneinzel                   | Herrendoppel                          | Damendoppel                               | Mixed                                    |
| --------- | ------------------- | ----------------------------- | ------------------------------------- | ----------------------------------------- | ---------------------------------------- |
| 1988      | Etienne Thobois     | Elodie Mansuy                 | nicht ausgetragen                     | nicht ausgetragen                         | nicht ausgetragen                        |
| 1989      | Christophe Jeanjean | nicht ausgetragen             | Pierre Chaux François Simon           | nicht ausgetragen                         | nicht ausgetragen                        |
| 1990 1993 | keine Daten         | keine Daten                   | keine Daten                           | keine Daten                               | keine Daten                              |
| 1994      | Bertrand Gallet     | Sandra Dimbour                | Jean-Frédéric Massias Etienne Thobois | Shiotz Pedersen                           | Christophe Lionne Sandrine Lefèvre       |
| 1995      | David Cocagne       | Tatiana Vattier               | Sakal Keo Stephen Ellis               | Tatiana Vattier Chrystelle Ibanez         | Sydney Lengagne Sandrine Lefèvre         |
| 1996      | David Cocagne       | Sandrine Lefèvre              | Renaud Singevin Christophe Lionne     | Anne-Claire Godard Caitriona O’Kelly      | Sydney Lengagne Sandrine Lefèvre         |
| 1997      | David Cocagne       | Tatiana Vattier               | David Toupé Vincent Laigle            | Tatiana Vattier Chryselle Ibanez          | Jacob Clasen Julie Loriot                |
| 1998      | Bertrand Gallet     | Sandrine Lefèvre              | Sébastien Bourbon Johann Hugot        | Lilas Lefort Marie Le Caranta             | Didier Beuvelot Céline Cruchaudeau       |
| 1999      | Fabrice Bernabé     | Elodie Eymard                 | Lionel Serre Mickaël Césari           | Sara Couturier Claire Villoin             | Didier Beuvelot Céline Cruchaudeau       |
| 2000      | Fabrice Bernabé     | Lilas Lefort                  | Christophe Batteur Jérôme Krawczyk    | Elodie Eymard Aurore Meynet               | Jean-Michel Lefort Lilas Lefort          |
| 2001      | Dmitry Miznikov     | Elodie Eymard                 | Jonas Grape Fabrice Bayer             | Céline Vogtenberger Amandine Chevrier     | Dmitry Miznikov Viveca Kay Goussindi     |
| 2002      | Dmitry Miznikov     | Lilas Lefort                  | Xavier Engrand Mathias Roussel        | Audrey Petit Hélène Dijoux                | Marc De La Giroday Céline Cruchaudeau    |
| 2003      | Jean-Michel Lefort  | Elodie Eymard                 | Manuel Dubrulle Mihail Popov          | Tatiana Vattier Victoria Hristova         | Svetoslav Stoyanov Victoria Hristova     |
| 2004      | Jean-Michel Lefort  | Elodie Eymard                 | Thomas Philipp Thomas Adam            | Elodie Eymard Aoife Aherne                | Baptiste Carême Emilie Despierres        |
| 2005      | Bastien Delaval     | Anne-Marie Christensen Gallet | Rémi Brazeilles Marc De La Giroday    | Stéphanie Cloarec Pauline Voisin          | Théophile Pelayo Marie Merlier           |
| 2006      | Brice Leverdez      | Weny Rahmawati                | Sébastien Vincent Mickaël Delille     | Elodie Eymard Aoife Aherne                | Sébastien Vincent Maile Prévot           |
| 2007      | Brice Leverdez      | Perrine Lebuhanic             | Baptiste Carême Matthieu Lo Ying Ping | Barbara Matias Julie Delaune              | Damien Brunel Julie Delaune              |
| 2008      | Maxime Mora         | Emilie Despierres             | Thomas Adam Ronan Labar               | Barbara Matias Julie Delaune              | Yoann Turlan Julie Delaune               |
| 2009      | Sylvain Ternon      | Sarah Sicard                  | Gael Harivel Ternon Sylvain           | Audrey Petit Hélène Dijoux                | Jean-Brice Montagnon Alexia Lo Ying Ping |
| 2010      | Yoann Turlan        | Sashina Vignes Waran          | Thomas Blondeau Olivier Dieu          | Sashina Vignes Waran Teshana Vignes Waran | Mathias Quéré Charlotte Coudrais         |
| 2011      | Sylvain Ternon      | Sarah Sicard                  | Jean-Brice Montagnon Mohamed Belarbi  | Charlie Sehier Teshana Vignes Waran       | Jean-Baptiste Mulard Sarah Lamoulie      |
| 2012      | Thomas Rouxel       | Sashina Vignes Waran          | Antoine Bebin Romain Eudeline         | Charlie Sehier Teshana Vignes Waran       | Julien Mahieux Angélique Guilloux        |
| 2013      | Lucas Corvée        | Sashina Vignes Waran          | Sylvain Grosjean Yoann Turlan         | Sashina Vignes Waran Teshana Vignes Waran | Samson Gradt Urban Teshana Vignes Waran  |
| 2014      | William Goudallier  | Juliette Wattebled            | Romain Eudeline Antoine Bebin         | Laurane Rosello Marion Hurteau            | Joris Grosjean Cindy Guerin              |
| 2015      | Julien Maio         | Rosy Pancasari                | Julien Maio Matéo Martinez            | Rosy Pancasari Floriane Bass              | Thomas Vallez Laurane Rosello            |
| 2016      | Vincent Medina      | Qi Xuefei                     | Vincent Medina Grégor Dunikowski      | Marion Hurteau Verlaine Faulmann          | Joris Grosjean Cindy Guérin              |
| 2017      | Valentin Singer     | Febtria Adisthya Rato Putri   | Joris Grosjean Koceila Mammeri        | Juliette Wattebled Alice Wattebled        | Thomas Baures Rosy Pancasari             |
| 2018      | Valentin Singer     | Qi Xuefei                     | Mathieu Gangloff Matéo Martinez       | Marion Hurteau Mélanie Potin              | Thomas Baures Rosy Pancasari             |
| 2019      | Pierrick Cajot      | Ophélia Casier                | Yanis Thiant Thomas Vallez            | Julie Ferrier Mélanie Potin               | Benjamin Venisse Juliette Wattebled      |